# Зеленник (селище)
Зеленник (рос. Зеленник) — селище в Верхньотоємському районі Архангельської області Російської Федерації.
Населення становить 894 особи. Входить до складу муніципального утворення Верхньотоємський муніципальний округ.

## Історія
До 1 червня 2021 року входило до складу муніципального утворення Сефтренське муніципальне утворення.

## Населення
| 2002 | 2010 | 2012 |
| ---- | ---- | ---- |
| 968  | ↘706 | ↗894 |